# آلفا نچرال
آلفا نچرال (انگلیسی: Alpha Natural) شرکت معدن آمریکایی است، که در سال ۲۰۰۲ تأسیس شد.